# Entomophthoromycota
Entomophthoromycota Humber – typ organizmów zaliczany do królestwa grzybów. Został wprowadzony do taksonomii w 2012 r. na podstawie danych filogenetycznych zebranych podczas badań molekularnych przez Richard A. Humbera. Należy do niego ponad 250 gatunków, które są przeważnie patogenami stawonogów lub saprobiontami żyjącymi w glebie i ściółce.

## Systematyka
Według aktualizowanej klasyfikacji Index Fungorum bazującej na Dictionary of the Fungi do Entomophthoromycota należą taksony:
- klasa Entomophthoromycetes Humber 2012
  - podklasa incertae sedis
    - rząd Entomophthorales G. Winter 1880 – owadomorkowce
    - rząd Incertae sedis
      - rodzina Incertae sedis
        - rodzaj Epichloea Giard 1889
- klasa Incertae sedis
  - podklasa Incertae sedis
    - rząd Incertae sedis
      - rodzina Incertae sedis
        - rodzaj Halisaria Giard 1889[3].